# Base aérienne 125 Istres-Le Tubé
La base aérienne 125 Istres-Le Tubé « Sous-Lieutenant-Monier », est la plus grande base de l'Armée de l'air française, située sur le territoire de la commune d'Istres dans le département des Bouches-du-Rhône. En 2025 elle fait partie des trois bases aériennes qualifiées de stratégiques par l'Armée de l'air.

## Histoire

### La création du camp d'aviation et la Première Guerre mondiale
L'école d'aviation s'installe en mai 1917.
La base est l'une des plus anciennes du territoire de France. Elle est l'un des plus importants centres de formation, avec ceux de Chartres (base aérienne 122 Chartres-Champhol, d'Avord (base aérienne 702 Avord), de Pau (base aérienne 119 Pau), de Toussus-le-noble et de la base aérienne 251 Étampes-Mondésir.

### Depuis 1945
Le décret du 14 janvier 1964 porte la constitution des Forces aériennes stratégiques (FAS).
Le Centre d'essais en vol (CEV) se déploie à Istres. 

#### Putch des généraux à Alger (1961)
La BA 125 a joué un rôle dans le putsch des généraux à Alger (21 au 24 avril 1961) : plusieurs officiers faisant partie du complot, dont le capitaine Sergent, ont rejoint Alger depuis cette base, à bord d'appareils militaires avec l'accord du commandement de la base. Le commandant de la base étant alors en congé, c'est son second, le commandant Marcel Fischer (résistance, campagne de 44/45, Indochine, Maroc, Algérie, chevalier de la Légion d'Honneur) qui a pris la responsabilité de cette participation à la tentative de putsch. Cela lui valut 85 jours d'arrêts de rigueur puis une mise à la retraite anticipée.

#### Accident aérien (1992)
Le 31 mars 1992, le vol Trans-Air Service 671 subit une séparation en vol de ses deux moteurs droits alors qu'il se dirige de Luxembourg vers Kano, au Nigeria, obligeant les pilotes à effectuer un atterrissage d'urgence sur la base aérienne d'Istres-Le Tubé. L'avion subit des dommages irréparables en raison d'un incendie sur l'aile droite à l'atterrissage mais ses cinq occupants ont survécu.

#### Années 2010
Dans les années 2010, la base est retenue pour héberger la fabrication des ballons dirigeables du projet Stratobus et en juin Garuda IV avec la Force aérienne indienne.

## Unités

BA 125 Istres - Le Tubé, orthophotographie

BA 125 Istres - Le Tubé, orthophotographie infrarouge fausses couleurs

La 31e Escadre aérienne de ravitaillement et de transport stratégiques est activée sur la base le 27 août 2014.
La base abrite alors notamment quatre grandes unités des Forces aériennes stratégiques :
- l'Escadron de ravitaillement en vol 4/31 Sologne sur Boeing C-135FR et KC-135R, dissout le	30 juin 2025
- l'Escadron de Soutien Technique Spécialisé 15.093, chargé de la mise en œuvre et de la maintenance des Boeing C-135FR et KC-135R retiré depuis du service après un ultime défilé le 14 juillet 2025.
- l'Escadron de ravitaillement en vol et de transport stratégique 1/31 Bretagne sur Airbus A330 MRTT "Phénix".
- l'Escadron de Soutien Technique Aéronautique 15/31 Camargue chargé de la mise en œuvre et de la maintenance des Airbus A330 MRTT "Phénix".

Parmi les autres unités basées sur la BA 125, on peut citer : 
- l'Escadron de Défense Sol-Air 01.950 « Crau »,
- l'École du personnel navigant d'essais et de réception de la direction générale de l'Armement.
- L’escadron de Protection 1.G 125

## Caractéristiques

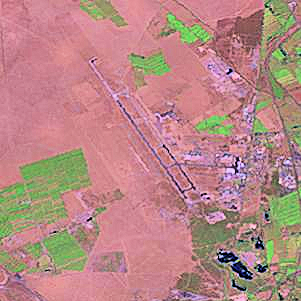
Photo en fausses couleurs prise par Landsat.

La BA 125 est souvent qualifiée de « hors norme » au regard de ses caractéristiques physiques et de la diversité des entités qu’elle abrite :
- piste de 5 000 m ;
- 5 000 personnes, militaires et civils ;
- près de 500 bâtiments ;
- 2 500 ha de superficie ;
- une soixantaine d'entités (militaires, étatiques et industrielles).

Le ravitaillement en carburant aviation est assuré par le réseau d'oléoducs en Centre-Europe de l'OTAN.
Du fait de ses équipements de sécurité et de la longueur de sa piste, elle a servi pour plusieurs atterrissages d'urgence d'avions civils en difficulté, comme le 31 mars 1992 un Boeing 707 exploité par la Compagnie Trans-Air Limited. De 2001 jusqu'au retrait du service de la navette spatiale américaine, elle est en outre l'une des rares bases aériennes en dehors du territoire des États-Unis équipées et habilitées pour l'atterrissage de celle-ci en cas de procédure Transatlantic Abort Landing,,.

### La piste
La piste mesure 5 000 m, dont 3 750 m d'origine, auxquels s'ajoutent une prolongation de 1 200 m d'arrêt réalisée pour le compte d'Airbus Industrie en 1992. C'est la plus longue piste d'Europe. Elle dispose de différents équipements de tests et de réparations et à ce titre sert de base d'essai en vol pour l'Armée de l'air, l'Aéronavale et pour différents avionneurs et équipementiers aéronautiques français de l'armement (Dassault, Thales, Snecma, DGA). En particulier, différentes campagnes de tests de l'Airbus A380 se sont déroulées à Istres dont des tests piscines, durant lesquels les avions atterrissent sur une piste inondée artificiellement.

## Commandants
- Colonel Michel LENE
- Colonel Alexis Rougier (31 août 2016 - 6 juillet 2018)
- Colonel Pierre Gaudilliere (6 juillet 2018 - 16 juillet 2020)
- Colonel David Marty (16 juillet 2020 - 26 août 2022)
- Colonel Anne-Laure Michel (26 août 2022 - 29 août 2024)
- Colonel Sébastien Estève (29 août 2024 - ).

### Liens externes

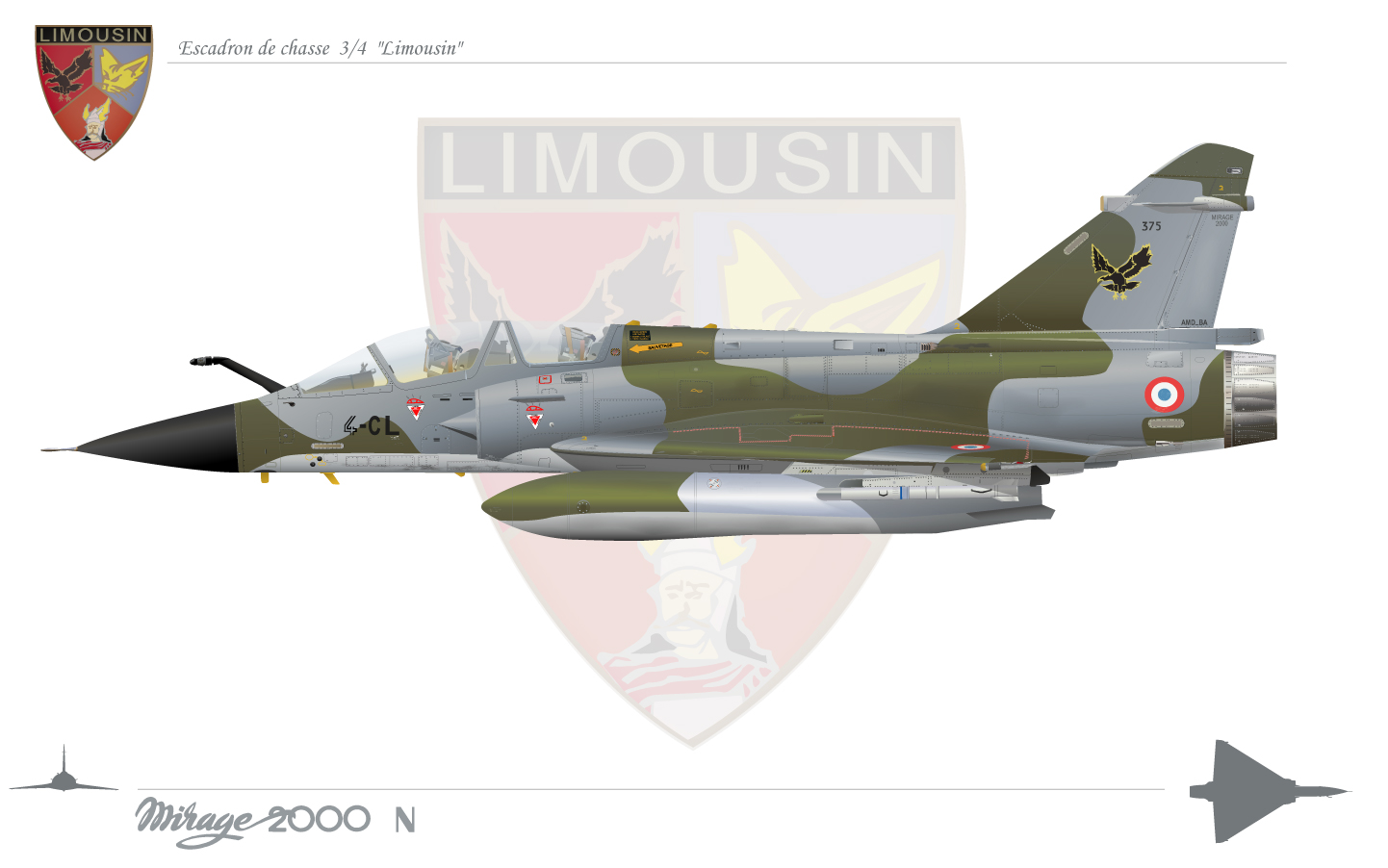
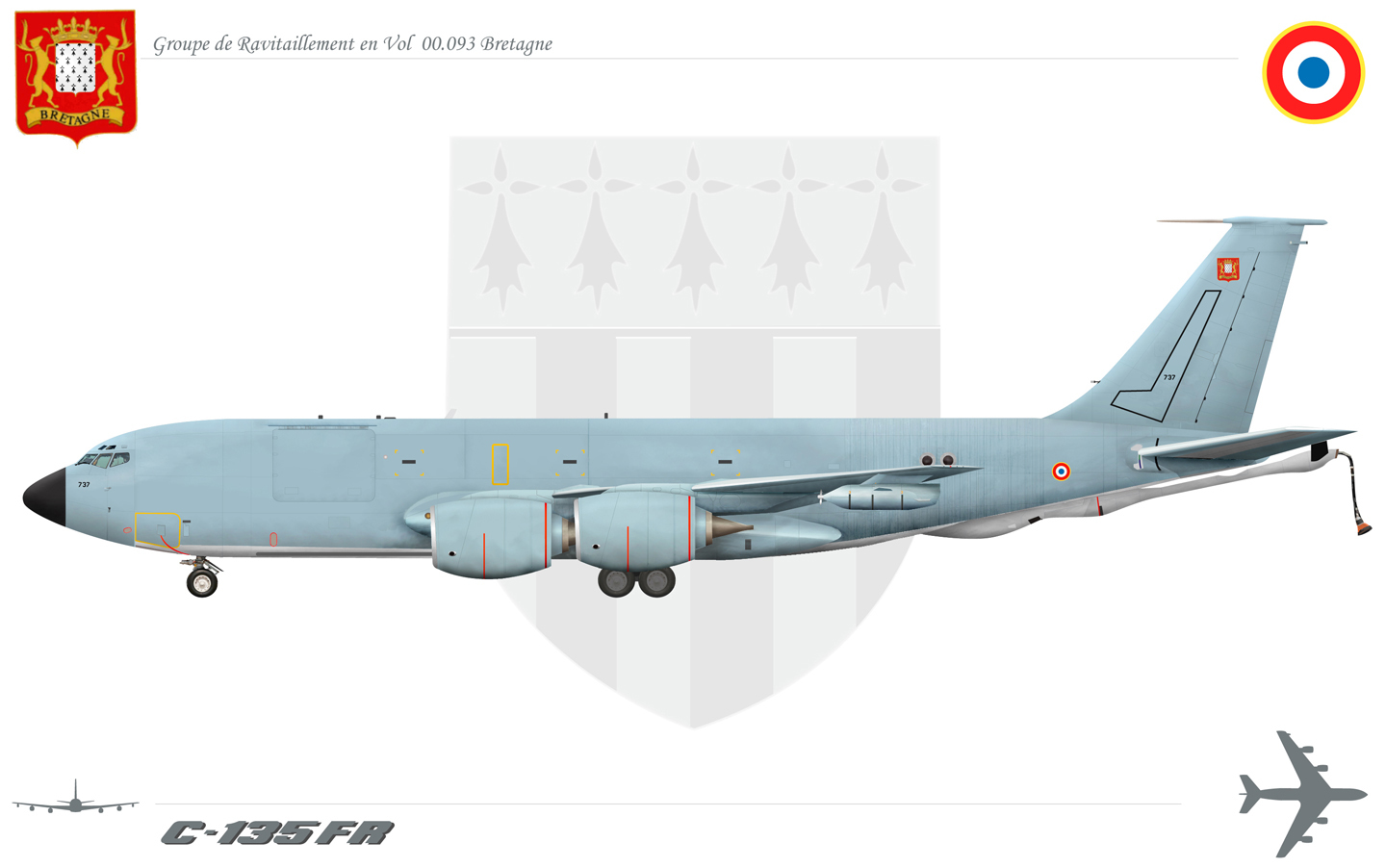
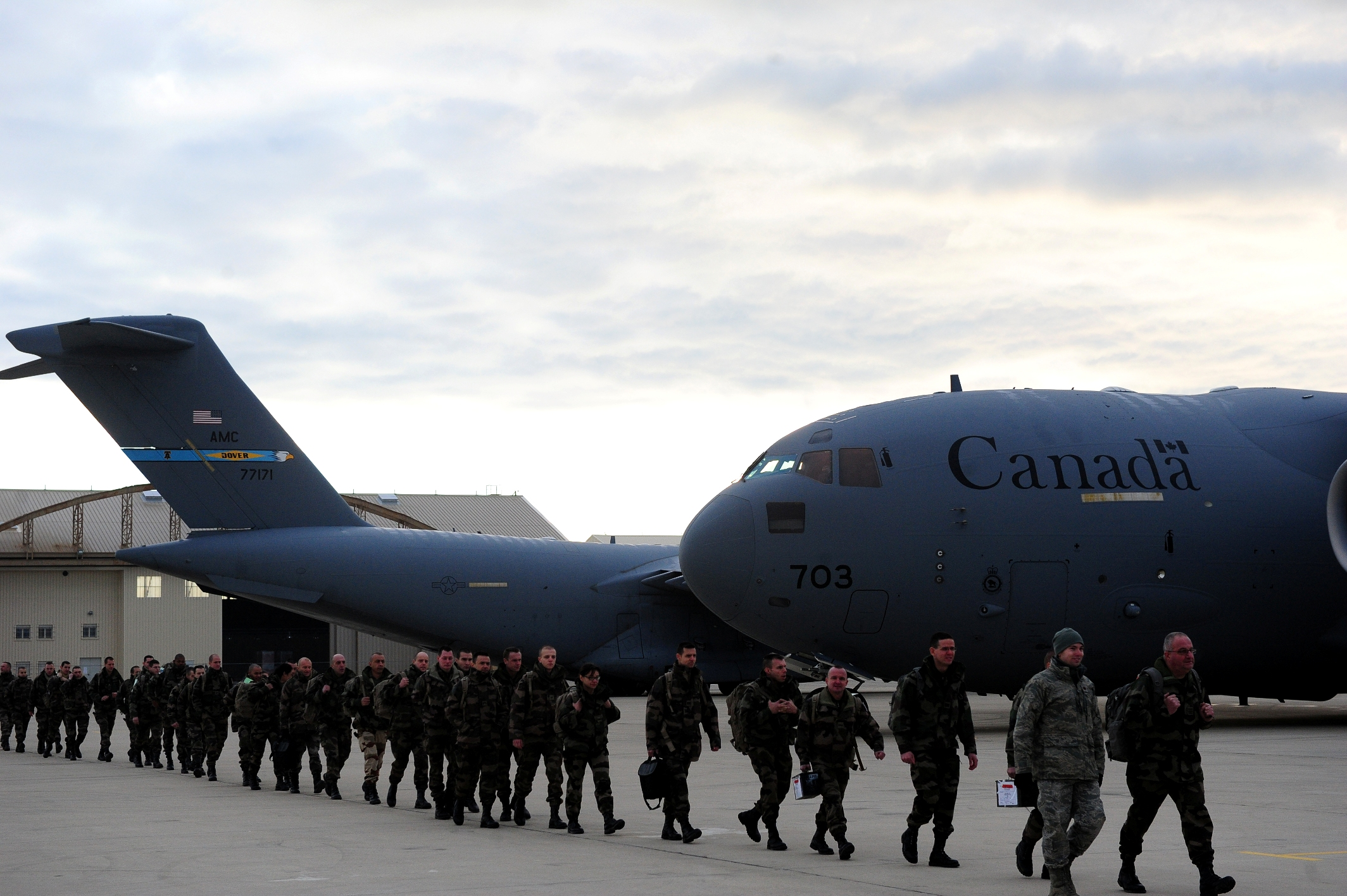
C-17 américain et canadien à la base d'Istres le 21 janvier 2013 dans le cadre de l'opération Serval.